# Hot-Dry-Rock-Verfahren
Das Hot-Dry-Rock-Verfahren (kurz: HDR) ist ein Verfahren zur Nutzung der im Erdkörper enthaltenen Erdwärme aus einer Tiefe zwischen 3.000 und 6.000 Metern. Das gleiche Prinzip wird mit den Begriffen HFR (Hot Fractured Rock) und Enhanced Geothermal System (EGS) beschrieben.

## Technik
Das Prinzip beruht auf der Herstellung und dem Betrieb eines überdimensionalen Wärmeübertragers im Untergrund zwischen mindestens zwei Bohrlöchern. Durch das Einpressen von Wasser mit Druck von bis zu 150 bar weiten sich die im Gestein vorhandenen Risse trotz des Gebirgsdruckes, und neue bilden sich aus. Diese bleiben bei einer mittleren Weite von weniger als einem Millimeter dauerhaft offen. So wird ein Wärmeübertrager mit sehr großer Oberfläche im Gebirge zwischen den Bohrlöchern geschaffen. Während des Betriebes wird dem System durch die eine Bohrung kaltes Wasser zugeführt und an einer anderen Bohrung, angereichert durch evtl. natürlich vorhandene Tiefenwässer, erwärmt wieder entgegengenommen. Die natürlichen thermischen Auftriebskräfte des heißen Wassers erleichtern die Zirkulation.
Anwendung findet die Technik beispielsweise im Deep Heat Mining Basel (2010 eingestellt) und im französischen Geothermiekraftwerk Soultz-sous-Forêts (Elsass) innerhalb des European Deep Geothermal Power Programmes.

## Geschichte
Das erste große HDR-Projekt in Europa entstand in Soultz-sous-Forêts. In einem viermonatigen Test erbrachte 1997 der dort geschaffene Wärmeübertrager von mindestens drei Quadratkilometern heißes Wasser mit einer Temperatur von 142 °C. Inzwischen wurden die Bohrungen auf über 5.000 m vertieft, um ein Temperaturniveau von 200 °C zu erreichen. Damit ließe sich dann ein erstes Kraftwerk mit einer Dampftemperatur von ca. 180 °C als wissenschaftliche Pilotanlage zur Stromerzeugung betreiben.
Die Google-Stiftung sieht das HDR-Verfahren als eine Technik an, die in der Zukunft im großen Maßstab als Energiequelle genutzt werden könnte, und förderte die Entwicklung des HDR-Verfahrens daher mit über 10 Millionen US-Dollar.

## Kritik
Durch das Einpressen von Wasser verändert sich beim Einsatz des HDR-Verfahrens der Spannungszustand des Gesteins. Es kommt zu winzigen Erdbeben, die zu einer Ausweitung von vorhandenen Rissen führen, so dass die Oberfläche zunimmt, an der sich das eingepresste Wasser erwärmen kann. Die Stärke dieser Erdbeben ist nach Ansicht vieler Geothermie-Experten aber so gering, dass sie kaum spürbar sind und keine Schäden verursachen. Kritiker des Verfahrens hingegen befürchten, dass das HDR-Verfahren auch größere Erdstöße auslösen kann. So kam es im Dezember 2006 beim Deep-Heat-Mining-Projekt in Basel nicht nur zu den erwarteten kleineren Beben, sondern zu spürbaren Erdstößen mit einer Stärke von bis zu 3,5 Punkten auf der Richterskala. Größere Schäden entstanden nicht, doch die Verunsicherung der Bevölkerung führte zum Stopp des Projekts. Experten für Geothermie äußerten in der Zeitung Die Welt, dass diese künstlich ausgelösten Erdbeben die Gefahr eines neuen Basler Erdbebens reduzieren könnten. Dieser Effekt wird jedoch vom Schweizerischen Erdbebendienst als vernachlässigbar angesehen.